# 约翰·达格代尔
约翰·达格代尔 （英語：John Dugdale, 1960年—）是一位美国艺术摄影师 。 

## 生平
达格代尔在康乃狄克州斯坦福长大，是意大利裔。他有一个弟弟和一个妹妹。
达格代尔对摄影的兴趣始于他十二岁时的第一台相机，那是他母亲送给他的礼物。 他在纽约视觉艺术学院主修摄影和艺术史。1983年，他的摄影作品首次在维也纳莫洛托夫美术馆的个展上展出。 展览和目录由该画廊的创始人克里斯蒂安·米切利德斯(Christian Michelides)策划。 从那以后，他成功地开始了长达十年的商业生涯，为波道夫·古德曼（Bergdorf Goodman）、 玛莎·斯图尔特（Martha Stewart）和拉尔夫·劳伦（Ralph Lauren）等客户工作。
1993年，在33岁时，达格代尔由于中风和巨细胞病毒性视网膜炎(一种艾滋相关疾病)几乎完全失明。 他的右眼完全失明，左眼失去了80%的视力。 他在2010年失去了剩余的视力。 这一悲剧事件结束了他成功的商业生涯，但他决定坚持摄影，并开始探索19世纪的美术摄影技术，他的朋友和家人成为了他的助手。 从那时起，达格代尔一直致力于大画幅相机，和用氰版、铂版印刷——使用蛋白印相，从1855年到20世纪初，该工艺成为了照相正片的主要形式。 他对过时技术的敏锐度彰显了他作品的诗意以及对时间和地点的超越，似乎将图像传递到了另一个时代。这位近乎失明的摄影师曾说过这样一句话: “心灵是你视觉的精髓。 真正能看见的是心灵。”
达格代尔已在世界各地的画廊中已展出超过25个个展。 最著名的个展之一是“Lengthening Shadows Before Nightfall” （1995）。在迈阿密美术馆，亚特兰大高等艺术博物馆和里奇菲尔德的奥尔德里奇当代美术馆的群展中可以看到他的作品。 他的照片包括在纽约大都会艺术博物馆和惠特尼博物馆以及休斯顿美术馆的收藏中。这位艺术家已被选入巴斯的皇家摄影学会，他在英国广播公司（BBC），美国国家公共广播电台（NPR），大学以及其他公共和私人活动中发表讲话，在那里他继续讨论19世纪的摄影过程以及他自己的美学观点——回答有关“看”意味着什么的问题。 